# Saint-Maurice, Val-de-Marne
Saint Maurice là một xã trong vùng hành chính Île-de-France, thuộc tỉnh Val-de-Marne, quận Créteil, tổng Charenton-le-Pont. Tọa độ địa lý của xã là 48° 49' vĩ độ bắc, 02° 26' kinh độ đông. Saint Maurice nằm trên độ cao trung bình là 38 mét trên mực nước biển, có điểm thấp nhất là 27 mét và điểm cao nhất là 67 mét. Xã có diện tích 1,43 km², dân số vào thời điểm 1999 là 12.748 người; mật độ dân số là 8915 người/km².

## Thông tin nhân khẩu
| 1936   | 1946   | 1954   | 1962   | 1968   | 1975  | 1982  | 1990   | 1999   |
| ------ | ------ | ------ | ------ | ------ | ----- | ----- | ------ | ------ |
| 11 324 | 10 133 | 11 134 | 10 344 | 10 477 | 9 221 | 9 420 | 11 157 | 12 748 |

## Nhân vật nổi tiếng
- Eugène Delacroix, họa sĩ, sinh ngày 26 tháng 4 năm 1798 tại Charenton-Saint-Maurice.

## Các thành phố kết nghĩa
- Erlenbach am Main, Đức